# Lista de viagens presidenciais de Ernesto Geisel
Esta é uma lista de viagens presidenciais de Ernesto Geisel, o 29º Presidente do Brasil, empossado em 15 de março de 1974. Nesta lista constam as viagens de caráter diplomático realizadas por Geisel desde a sua posse até o fim do mandato, em 15 de março de 1979.
Geisel fez 10 viagens ao exterior para 9 países.

## Resumo
Abaixo, a quantidade de visitas do presidente Geisel para cada país.
- uma visita:

Alemanha Ocidental, Bolívia, França, Japão, México, Paraguai, Peru e Reino Unido
- duas visitas:

Uruguai

## Viagens internacionais
Segue abaixo, a lista das viagens internacionais feitas pelo presidente Geisel.
|    | Ano  | Período             | País               | Observações                                                                       |
| -- | ---- | ------------------- | ------------------ | --------------------------------------------------------------------------------- |
| 1  | 1974 | 21 a 22 de maio     | Bolívia            | Encontro com o presidente Hugo Banzer, sendo o principal assunto o gás boliviano. |
| 2  | 1975 | 12 de junho         | Uruguai            |                                                                                   |
| 3  | 1975 | 03 a 05 de dezembro | Paraguai           |                                                                                   |
| 4  | 1976 | 26 a 28 de abril    | França             |                                                                                   |
| 5  | 1976 | 03 a 07 de maio     | Reino Unido        |                                                                                   |
| 6  | 1976 | 12 a 21 de setembro | Japão              |                                                                                   |
| 7  | 1976 | 05 de novembro      | Peru               |                                                                                   |
| 8  | 1978 | 14 a 19 de janeiro  | México             |                                                                                   |
| 9  | 1978 | 25 a 27 de janeiro  | Uruguai            |                                                                                   |
| 10 | 1978 | 05 a 11 de abril    | Alemanha Ocidental |                                                                                   |